# コンビナトリアルケミストリー
コンビナトリアルケミストリー あるいはコンビナトリアル化学（コンビナトリアルかがく、英語：combinatorial chemistry）とは、化合物誘導体群（ケミカルライブラリー、化合物ライブラリー）の合成技術と方法論に関する有機化学の一分野である。すなわち組み合わせ論に基づいて列挙し設計された一連のケミカルライブラリーを系統的な合成経路で効率的に多品種合成する為の実験手法とそれに関する研究分野である。言い換えると、一般的な合成化学は特定の目標化合物を合成する為に最適な合成方法を探究することに主眼が置かれるが、コンビナトリアルケミストリーでは一連のケミカルライブラリー全てを合成する為に最適な方法を探究する。
広義には計算化学の手法を応用し、実際に化合物を作らずに全てコンピューター上で自動発生させた構造式から成るケミカルライブラリー（バーチャルライブラリー）をシミュレーション評価（in silico実験）する場合も含む。それをバーチャルスクリーニングともいう。

## 説明
組み合わせ論に基づいた分子合成を行うことで、すばやく多種の分子を生成することができる。例えば、3ヶ所（R1, R2, and R3）で誘導体化が可能な分子の場合、それぞれ{\displaystyle N_{R_{1}}}, {\displaystyle N_{R_{2}}}, and {\displaystyle N_{R_{3}}}個ずつの置換基を適用すると{\displaystyle N_{R_{1}}\times N_{R_{2}}\times N_{R_{3}}}種の分子を発生することができる。
具体的には原料の違いによる収率の低下が少ない合成反応を選抜し、それらから合成経路のテンプレートを構築する。そのテンプレートに基づく合成工程を多数の異なる原料の組み合わせに対して逐次適用し、同一手法で効率的に多数の化合物群を合成する。また、数百から数百万種の化合物から成るケミカルライブラリーを効率的に合成する為に、固相有機合成や並列自動合成装置など効率向上の為に有効な合成技術も組み合わせて利用する。
コンビナトリアルケミストリーは実際には応用科学として1990年代に発生したのであるが、その技術基盤は1960年代に合衆国のロックフェラー大学、ロバート・メリフィールドが創始したペプチドの固相合成にまで遡ることができる。 1980年代に研究者のH. Mario Geysenは個々のレジン粒子ごとに異なるペプチド鎖を構築した固相合成技術を開発した。H. Mario Geysen等のペプチドライブラリー合成が今日のコンビナトリアルケミストリーの始まりである。
このように多数のサンプルが生成できるの方法論であるが、要求サンプル量によりライブラリー数の上限が合成技術的に制約されることが多いので、一般的には採用される合成量はマイクロモル (10−6 mol) ～ピコモル (10−9 mol) 以下のことが多い。それ故通常量～大量合成には向かない合成方法で、必要とされるサンプル量が少ない生物学的評価の手法であるハイスループットスクリーニング技法と関係が深い。

### スプリット・ミックス法

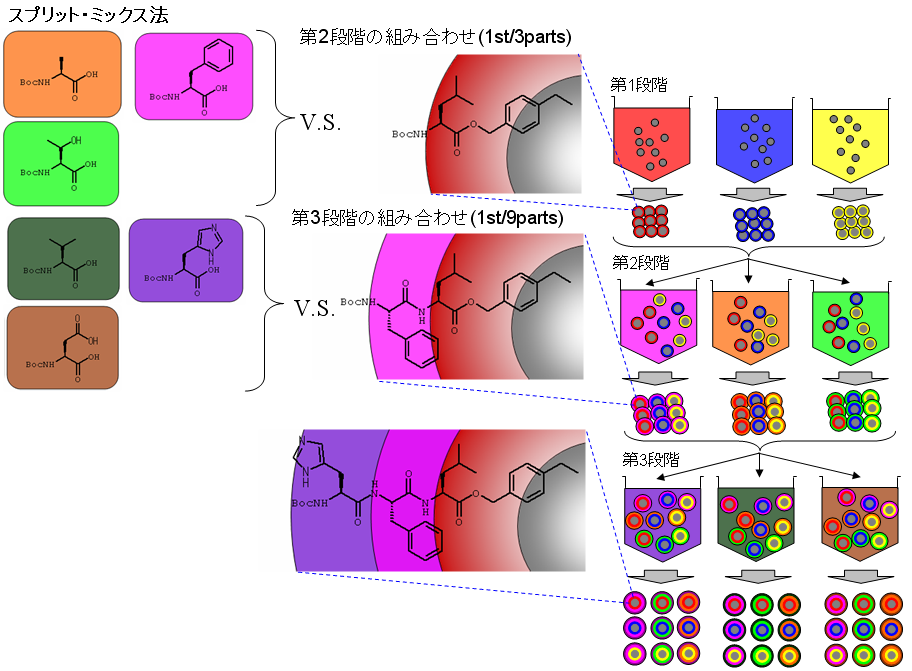
説明図 スプリット・ミックス法

H. Mario Geysen等がコンビナトリアルケミストリーの創成期に固相合成法を利用したペプチドライブラリーのコンビナトリアル化学的な構築法がスプリット・ミックス法（N-mix法）N-mix法である。ペプチド増端の各段階ごとに、アミノ酸をペプチド結合させた固相担体からサンプルを切り出すことなく、一旦N種の担体を混合均一化させた後に等分して次のN種のアミノ酸を増端させるのでスプリット・ミックス法と呼ばれる。
すなわち担体ごとに1種類のペプチド鎖が生成することになり、各段階で天然アミノ酸20種全てを適用すれば特定の長さのペプチドについて全ての組み合わせ可能なペプチドライブラリーを構築することになる。
このペプチドライブラリーは抗原提示や受容体結合でスクリーニングするのであれば、ELISA法などを利用すれば固相担体上のペプチドを利用してアッセイを実施できる。つまり担体から試料のペプチドを切り出す必要は無く、アッセイに反応した担体粒子を拾い上げる（たとえば光学顕微鏡で0.1mmほどの蛍光標識された担体粒子を拾い上げる）。そしてその粒子のペプチドを機器分析装置（ペプチドアナライザー等）で目的のペプチド配列を決定したり、他のコンビナトリアル化学的同定方法（たとえばTag法）などで間接的にスクリーニングの候補となったペプチド配列を決定することができる。

### ロボット合成装置
ロボット合成装置は反応試薬を分注するシステムと数cm3の反応容器（反応セル）が多数（約48～それ以上）が集積した反応槽とを中心に構成された自動有機合成装置である。ハイスループットスクリーニングのロボット分注装置技術から派生した技術の応用である。当初はペプチドの固相合成専用の並列合成装置であったが、反応槽の改良により、一般的な有機合成反応や液相反応を適用できるロボット合成装置も存在する。
試薬の供給を自動化することで同時平行で多数の合成を実施し効率化を図る。スプリット・ミックス法とは異なり、反応槽の担体などを混ぜることは無く、反応セルごとに1種類の化合物を合成する。それ故、ライブラリー生成効率は中程度であるが合成量は比較的多く、数mgオーダーのサンプルを取り出すことが可能である。

### バーチャルライブラリー
膨大な理論的に構築可能な物質構造を評価する手段として、製薬研究者はコンピューター上で全ての構築可能な構造式を基質としてファーマコフォアと合致させる方法に基づくバーチャルライブラリー（virtual library）と呼ぶ評価手段を実施する。この種の化合物ライブラリーは数百万もの仮想的な分子構造から構成される。研究者は、種々の予測計算や選抜基準に基づいてバーチャルライブラリーからサブセットである実際に合成する化合物ライブラリー候補を選抜する（記事 ADME、計算化学、定量的構造活性相関を参照のこと）。

## 利用分野
今日においては、コンビナトリアルケミストリーは、おそらくは製薬産業に強い影響をもたらしたと考えられる。化合物が持つ生理活性に関する性質を最適化する製薬会社の研究者は、相い異なるが関連性のある化合物ライブラリーを構築することを実現しようとした。ロボット化技術の発展はコンビナトリアル合成を産業的な方法論へと導き、製薬企業に毎年数百万もの定常的な新規なサンプル合成を可能にした（記事医薬品化学を参照のこと）。
マテリアルサイエンスの領域ではコンビナトリアルケミストリー技術が新物質発見に応用されている。この研究はシリコンを基盤とした共蒸着素子における発光素材に関するものでP.G. Schultz等により (Science, 1995, 268: 1738-1740)　1990年代中頃に開拓された。これらの研究は大規模な研究開発プログラムとして複数の大学や企業(en:Symyx Technologies, GE社, etc)により継続中である。

### コンビナトリアルケミストリーの限界
数十万の化合物を一挙に合成し、一度に評価を行うことができるコンビナトリアルケミストリーは、登場当初には創薬分野に革命をもたらす手法として大きな期待を受けた。しかしこの分野の研究が進むにつれ、その限界も少しずつ明らかになってきた。
スプリット・ミックス法については、数段階の反応を行うとどうしても不純物の生成が避けられない点にある。樹脂上での反応は精製操作が行えないため、ペプチド生成などの固相合成以外の一般的な有機反応を適用しようとすると、置換基による反応収率のはばらつきにより、よほど高い収率の反応でないと導入を予定していた置換基の一部が欠落した副生成物が生成する。スプリット・ミックス法のステップ数の増大と共にこの副生成物の数と総量が急速に増加する。また使用できる信頼性の高い反応の種類も実際には限られてくる。こうしたことから、ペプチドや核酸以外の大規模のコンビナトリアルライブラリーを作成しても、生成した化合物の構造に信頼性が確保できず、アッセイの再現性が低下したり、スクリーニング上のノイズが多くなるという問題点が明確となった。
またひとつの合成経路のテンプレートから生み出すライブラリーは、作り出しうる化合物の範囲が原料として供給するビルディングブロック化合物に大きく依存・制約を受ける。従ってテンプレートの数を増やす必要があるが、ひとつの合成経路の確立には手間がかかり、従来の有機合成に比べても決して迅速ではない。さらに固相合成にせよロボット合成装置にせよ、使える反応の数が少ないということが、多様なテンプレートの構築をさらに難しくする。炭素・水素・酸素・窒素・硫黄の5元素から作り出しうる化合物の数は、分子量500以下のものに限っても計算上1060を超えるとされる。この広大な化合物空間(chemical space) を探索するためには、範囲の狭い数十万の化合物群では結局不足であることが次第に明らかになってきたのである。こうしたことからライブラリーのダイバーシティ（多様性）を様々な面から定量的に評価する手段などが検討されてきたが、現在のところ十分な効率で化合物空間を探索する手段を提供しえているとはいえない（ダイバーシティ評価については実際に化合物を合成するのではなく、前述のバーチャル・ライブラリー法を用いる場合が多い）。
近年ではコンビナトリアルケミストリーで開発された技術は大規模化合物ライブラリーの構築手段としてよりも、多数のライブラリーから選抜された後のリード化合物の最適化の過程で用いられることが多くなっている。すなわち多段階の反応を繰り返すのではなく、1〜2段階の反応を並行して多数行うことで人的作業による伝統的な合成法を補助する目的で多用されている。この手段は組み合わせによる網羅的なライブラリー構築ではないため「パラレル合成」（parallel synthesis）「迅速合成」（rapid synthesis）とでも称すべきものであるが、現在もロボット合成や並列合成を指して「コンビナトリアルケミストリー」の名で呼ばれるケースが多い。

## 特許分類
2006年1月1日に改訂された国際特許分類 (IPC: International Patent Classification)第8版では、コンビナトリアルケミストリー領域の特許や研究のための特別な分類である"C40B"が新設された。